# Manon Bollegraf
Manon Maria Bollegraf (Den Bosch, 1964. április 10. –) holland teniszezőnő. Pályafutása során vegyes párosban négy Grand Slam-tornán diadalmaskodott, valamint egy egyéni és huszonhat páros WTA-tornát nyert meg.

## Grand Slam-győzelmek

### Vegyes
- Australian Open: 1997
- Roland Garros: 1989
- US Open: 1991, 1997

## Külső hivatkozások
- Manon Bollegraf profilja a WTA oldalán (angolul)